# Эрве II (виконт Леона)
Эрве II (III) (фр. Herve II, брет. Hoarvei II) — виконт Леона c 1179, сын виконта Леона Гиомара III.

## Биография
В 1179 году Гиомар III поднял восстание, но был побежден герцогом Бретани Жоффруа II Плантагенетом. Сыновьям Гиомара, Гиомару IV и Эрве II (III), было позволено управлять небольшими частями конфискованного виконтства. Согласно Роберту де Ториньи, после смерти отца, Эрве стал виконтом части Леона. Вероятно, Эрве пережил своего брата Гиомара.